# Ernst Kretschmer
Ernst Kretschmer, né le 8 octobre 1888 et mort le 8 février 1964, est un psychiatre allemand.

## Biographie
Il est élève au collège Cannstatt de Stuttgart, puis fait des études de théologie, de philosophie et de médecine aux universités de Tübingen, Munich et Hambourg. Il devient médecin et se spécialise en psychiatrie. Il fait une carrière universitaire à Tübingen, devenant, en 1913, l'assistant de Robert Gaupp.
Lorsque le parti nazi prend le pouvoir en 1933 en Allemagne, il doit démissionner de son poste de président de l'Institut allemand de recherche en psychologie et de psychothérapie (devenu Institut Göring en 1934) parce qu'il était d'ascendance juive et s'était clairement opposé au national-socialisme[réf. nécessaire]; Carl Gustav Jung, un Suisse alémanique non-juif, accepte alors de le remplacer.
Bienfaiteur de la SS et signataire de la Déclaration des professeurs en faveur d'Adolf Hitler, Kretschmer a pu travailler en Allemagne tout au long de la période de la domination nazie sans être persécuté. Plusieurs de ses collègues juifs allemands psychiatres et psychologues ont dû quitter le pays.
De 1926 à 1946, Kretschmer est président du département de la neuropsychiatrie à Marbourg et directeur de la clinique neurologique. En 1946 il est nommé directeur de l'hôpital neurologique universitaire. Après la Seconde Guerre mondiale, il est revenu à la clinique neurologique de Tübingen et a publié des études psychothérapeutiques en 1949. Il développe de nouvelles directives pour l'usage de la psychothérapie et de l'hypnose. Il devient professeur honoraire de l'université de Tübingen en 1959.
Il est invité d'honneur à l'inauguration de l'institut psychiatrique de l'université Columbia, à New York, en 1929.

## Orientation des recherches
Entre 1915 et 1921, il développe le diagnostic différentiel entre schizophrénie et psychose maniaco-dépressive (PMD). Il définit en 1919 le syndrome psychiatrique qui porte son nom : délire de relation des sensitifs de Kretschmer.
Observant une corrélation entre le physique des patients et leurs pathologies mentales, Kretschmer est l'auteur d'un essai pionnier sur les morphotypes humains (1921). Il distingue quatre constitutions types :
- asthénique (mince, faible musculature)
- athlétique (forte musculature et forte ossature)
- pycnique (sujet à l'embonpoint)
- dysplasique (membres disproportionnés au corps)

Kretschmer remarque que la schizophrénie est plus rare chez les sujets pycniques que chez les sujets asthéniques ou athlétiques.
Il prolonge les conséquences de cette classification en 1931 par un ouvrage sur la psychologie des hommes de génie. Il estime que le génie pourrait être cultivé en mélangeant les ethnies et les classes, une croyance qui contredit complètement la doctrine nazie d'une suprématie aryenne et d'une supériorité aux autres ethnies.[réf. souhaitée]

### Ouvrages
- Wahnbildung und manisch-depressiver Symptomenkomplexe, Berlin, (1914, thèse de doctorat)
- Der sensitive Beziehungswahn, Berlin (1918), 2. Aufl. Berlin (1927), thèse dhabilitationt
- Körperbau und Charakter, Berlin, J. Springer, (1921) 9e et 10e éd. (1931)
- Medizinische Psychologie (1922)
- Hysterie, Reflex und Instinkt, Leipzig (1923)
- Die Veranlagung zu seelischen Störungen, mit Ferdinand Adalbert Kehrer (1883-1966), Berlin (1924)
- Störungen des Gefühlslebens, Temperamente, Handbuch der Geisteskrankheiten. Vol. 1. Berlin (1928)
- Geniale Menschen, Berlin (1929), 2e éd. (1931)
- « Das apallische Syndrom », in Ztschr. Neurol. Psychiat, 169,576-579 (1940)
- Psychotherapeuthische Studien, Stuttgart (1949)
- « Robert Gaupp zum Gedächtnis », Deutsche medizinische Wochenschrift, Stuttgart (1953) 78:1713.
- (de) V. E. Frankl, V. von Gebsattel, J.H. Schultz (dir.) et E. Kretschmer, Handbuch der Neurosenlehre und Psychotherapie,, vol. IV, Munich et Berlin, Urban & Schwarzenberg, 1959, « Gestufte Aktivhypnose - Zweigleisige Standardmethode », p. 130-141.
- Gestalten und Gedanken (1963)